# Västra Klagstorps BIF
Västra Klagstorps BIF var en fotbollsklubb från Västra Klagstorp, Malmö kommun. Föreningen bildades 1945 . Inför säsongen 1987 slogs föreningen ihop med Valby BK till Valby/Västra Klagstorp BK . Sista säsongen spelade Västra Klagstorp BIF i Division 6 Skåne Sydvästra B.